# Милена Хубшманова
Милена Хубшманова (1933—2005) била је чешка професорка ромских студија на Карловом универзитету у Прагу. Била је једна од водећих стручњака за, као и за ромски језик . Основала је академски програм о Ромима на Карловом универзитету и активно се противила њиховој асимилацији у ширу културу. Написала је ромско-чешки и чешко-ромски речник и сакупила многе приче Рома, преводећи их и увећавајући културно наслеђе. Програм који је основала био је први програм на светском нивоу који је омогућавао дипломске студије студентима ромских студија.

## Младост и образовање
Рођена је 10. јула 1933. године у Прагу у Чехословачкој. Њене родитеље је у детињству затворио Гестапо, током Другог светског рата. Похађала је енглеску гимназију „Х. Фаста”, коју је завршила 1951. године и наставила да студира језик на Карловом универзитету . Од детињства ју је занимала култура Индије и поред одлазака у гимназију, похађала је и часове хинди језика на Оријенталном институту Чехословачке Академије Наука. Када је уписала одсек за филологију на универзитету, Хубшманова се фокусирала на индијске језике, проучавајући бенгалски, хинди и урду језик. Када ју је комунистичка влада 1953. године послала да учествује у радној бригади у Острави у Моравско-шлезијској области, Хубшманова је први пут наишла на ромске заједнице. Била је изненађена што је разумела њихов језик и препознала је индијско порекло језика. Услед немогућности да путује у Индију, услед комунистичког режима, Хубшманова је усмерила пажњу на проучавање ромског језика. У то време постојао је снажни притисак да се Роми у чешким областима присиле на асимилацију у већинску културу, присиљавајући многе заједнице да напусте регион, одлазећи у Словачку . Постојао је мањак разумевања за њихову етничку припадност, језик, културу и традицију. Хубшманова је радила међу Ромима скоро годину дана едукујући се о њима, пре него што се вратила у Праг и дипломирала на Карловом универзитету 1956. године.

## Каријера
Након диплимирања, 1956. године, Хубшманова је почела да ради на Чешком радију као драмски и књижевни уредник, што јој је омогућило рад на терену и снимање фолклора, бајки и народних песама ромских заједница. Наставила је свој рад на истаживању Индије, преводећи неколико значајних песника, а 1959. године Хубшманова је отпутовала на прво истраживачко путовање у Индију. Током овог периода удала се за радио водитеља Јосефа Мелча. По повратку у Праг, преводила је индијске песнике готово деценију и родила је ћерку Терезу 1963. године. Хубшманова је 1967. године радила на Оријенталном институту, обављајући припремне актиивности за почетак рада на истраживању ромског народа, што је било могуће због либерализације стања у земљи током прашког пролећа. Помогла је у оснивању Уније Цигана и Рома и уређивала је часопис на ромском језику. У августу 1968. године догађаји су се променили и њен рад је заустављен, Хубшманова је била приморана да ради у обданишту у близини града Ракуси у ромском насељу. Вратила се у Индију да студира 1969. године.
По повратку у Чехословачку, Хубшманова је радила на Чехословачкој Академији Наука на Одељењу за филозофију и социологију до 1974. године. Наставила је анализу и прикупљање информација на Академији, радећи са мултидисциплинарним тимом на развоју етнографске и лингвистичке студије Рома, али и укључивање демографске, историјске и социолошке профиле заједнице. Као лингвиста, Хубшманова је била забринута због губитка ромског језика, јер су заједнице биле присиљене да говоре чешки, мађарски или словачки језик у својим свакодневним интеракцијама, мада је у говору са осталим Ромима преовладавала стална употреба ромског дијалекта. Радови које је објавила група обухватали су прву литературу на ромском језику икад објављену у Чехословачкој. Још један подухват владе присилио је Унију да се распусти 1973. године и обустави објављивање њиховог часописа. Између 1974. и 1975. године, Хубшманова је радила на Педагошком факултету Карловог Универзитета али њено противљење политици асимилације владе према Ромима довело је до њеног отказа. Није имала стално запослење између 1976. и 1982. године, а по потреби је радила у Прашкој школи језика, где су се предавали и хиндски и ромски језик. Добила је стално запослење 1982. године у Прашкој школи где је и радила до 1991. године. У то време, часови које је Хубшманова предавала на ромском језику били су једини формални курсеви који се нуде Ромима на њиховом матерњем језику. Курсеве су такође похађали социјални радници како би олакшали комуникацију са Ромима током свог рада. 1989. године, плишаном револуцијом и падом комунизма, ромској култури је дозвољен развој и Хубшманова је била заговорник очувања ромске баштине и охрабрујући глас ромских заједница.
Хубшманова се 1991. године вратила на Карлов универзитет и основала Програм за ромске студије у склопу Индолошког института. Хубшманова је је водила Програм до њене смрти а такође је подучавала урду језик између 1991. и 1997.  Вративши се раду који је био суспендован 1968., Хубшманова је објавила први џепни ромско-чешки / чешко-ромски речник, с Ханом Шебковом и Аном Жиговов 1991. године. Речник, ромско-чешки / чешко-ромски, критички је добро прихваћен као стандардно дело и хваљен је због интеграције стандардних фраза и израза у различитим ромским заједницама, укључујући чешки, мађарски и словачки дијалект.
Хубшманова је сарађивала са Петром Улијем, вршиоцем дужности повереника за људска права, покушавајући да развије поступак за поједине чланове ромских заједница којима је потребна правна помоћ. Такође је сарађивала са музејима у Брну и Бечу како би успоставила архиве за ромску грађу. 1995. године Хубшманова је завршила докторски рад и добила звање доктора наука. Почевши 1996. године, радила је са конзорцијумом лингвиста на Центру за циганске студије са Париског Декарт Универзита и Државног педагошког института у Братислави на изради наставних програма и обучавању наставника како би могли предавати ромски језик. Хубшманова је добила 1998. године две културне награде од Ромске Грађанске Иницијативе за своје напоре у промоцији програма образовања и очувања културе ромске заједнице. Настављајући своје издавачке напоре, Хубшманова била аутор, коаутор или је учествовала у уређивању више од 90 публикација и око 400 чланака који су објављени у часопису Романо Џанибен, за који је била главна уредница.
Хубшманова је 1999. године објавила важно дело под називом Лажна зора: мој живот као циганка у Словачкој . Књига је аутобиографија Илоне Лацкова која покрива раздобље од 1920. до 1970. године. Књигу је превела на чешки, а касније и на француски и енглески језик. Књига приказује како су се истински идентитети Рома скривали иза стереотипних слика. Бавећи се покушајима владе да „поновно едукује” Роме и натера на њихову асимилацију, књига истражује гетоизацију Рома коју су доживели социјалистички режим. Књига је постала важно дело јер је покрила област коју научници нису могли, дајући инсајдерски поглед на проблеме са којима се суочава ромска заједница. Књига је објављена и на бугарском, мађарском и шпанском језику, освојивши Међународну награду за хуманитарно дело Хидалго 2001. године од Шпаније. и исте године је одликована плакетом на Петом међународном конгресу Међународне уније Рома, одржаном у Прагу. 2002. године чешки председник Вацлав Хавел доделио јој је медаљу за заслуге трећег степена, а следеће године Министарство образовања, омладине и физичког васпитања јој је доделило медаљу за заслуге првог степена.

## Смрт и заоставштина
Хубсшманова је погинула у саобраћајној несрећи 8. септембра 2005. у близини града Камелдрифт, провинција Гаутенг, Јужна Африка . Годину дана након њене смрти, 7. Међународна конференција о ромској лингвистици била је посвећена њеном сећању. Њену неочекивану смрт је осетила ромска заједница, која је изгубила заговорника, као и неког ко је своју каријеру посветио очувању своје културне баштине. Књига о њеном животу, објављена 2007. године, у којој су дати биографски детаљи о животу и њеној каријери. Роми из целог света допринели су њеном стварању, као и њене браће и сестре, пријатељи и колеге.